# Meteș (gmina)
Meteș – gmina w Rumunii, w okręgu Alba. Obejmuje miejscowości Ampoița, Isca, Lunca Ampoiței, Lunca Meteșului, Meteș, Pădurea, Poiana Ampoiului, Poiana Ursului, Presaca Ampoiului, Remetea, Tăuți i Văleni. W 2011 roku liczyła 2860 mieszkańców. 